# Бітам (футбольний клуб)
Футбольний клуб «Бітам» (фр. Union Sportive de Bitam) — габонський професійний футбольний клуб, який базується в місті Бітам. Клуб заснований у 1947 році, та проводить домашні матчі на стадіоні «Стад Гастон Пейріє» місткістю 7 тисяч глядачів. «Бітам» грає в Габонському національному чемпіонаті Д1, найвищому футбольному дивізіоні країни, та тричі ставав чемпіоном країни. Клуб також тричі ставав володарем Кубка Габону.

## Титули і досягнення
- Чемпіон Габону (3): 2003, 2010, 2013
- Володар Кубка Габону (3): 1999, 2003, 2010